# Parteiprozess
Parteiprozess ist nach deutschem Zivilprozessrecht ein Prozess (bürgerlicher Rechtsstreit), in dem eine Vertretung durch Anwälte nicht geboten ist. Parteiprozess ist das Verfahren vor dem Amtsgericht mit Ausnahme des Familiengerichts. Den Parteiprozess können die Parteien selbst oder durch eine nach § 79 ZPO zugelassene Person als Bevollmächtigten führen. 
Gegensatz zum Parteiprozess ist der Anwaltsprozess (§ 78 ZPO), in dem Anwaltszwang besteht.
Im weiteren Sinne lässt sich als Parteiprozess auch generell jeder gerichtlich ausgetragene Rechtsstreit bezeichnen, in dem die Parteien Herren des Verfahrens sind (Dispositionsmaxime). Dies trifft in manchen Rechtsordnungen auch auf den Strafprozess zu (so etwa im angelsächsischen Rechtskreis). Gegensatz ist hier das inquisitorische Verfahren, das von Amts wegen gegen einen Betroffenen geführt wird (Offizialmaxime).